# Antenore Magri

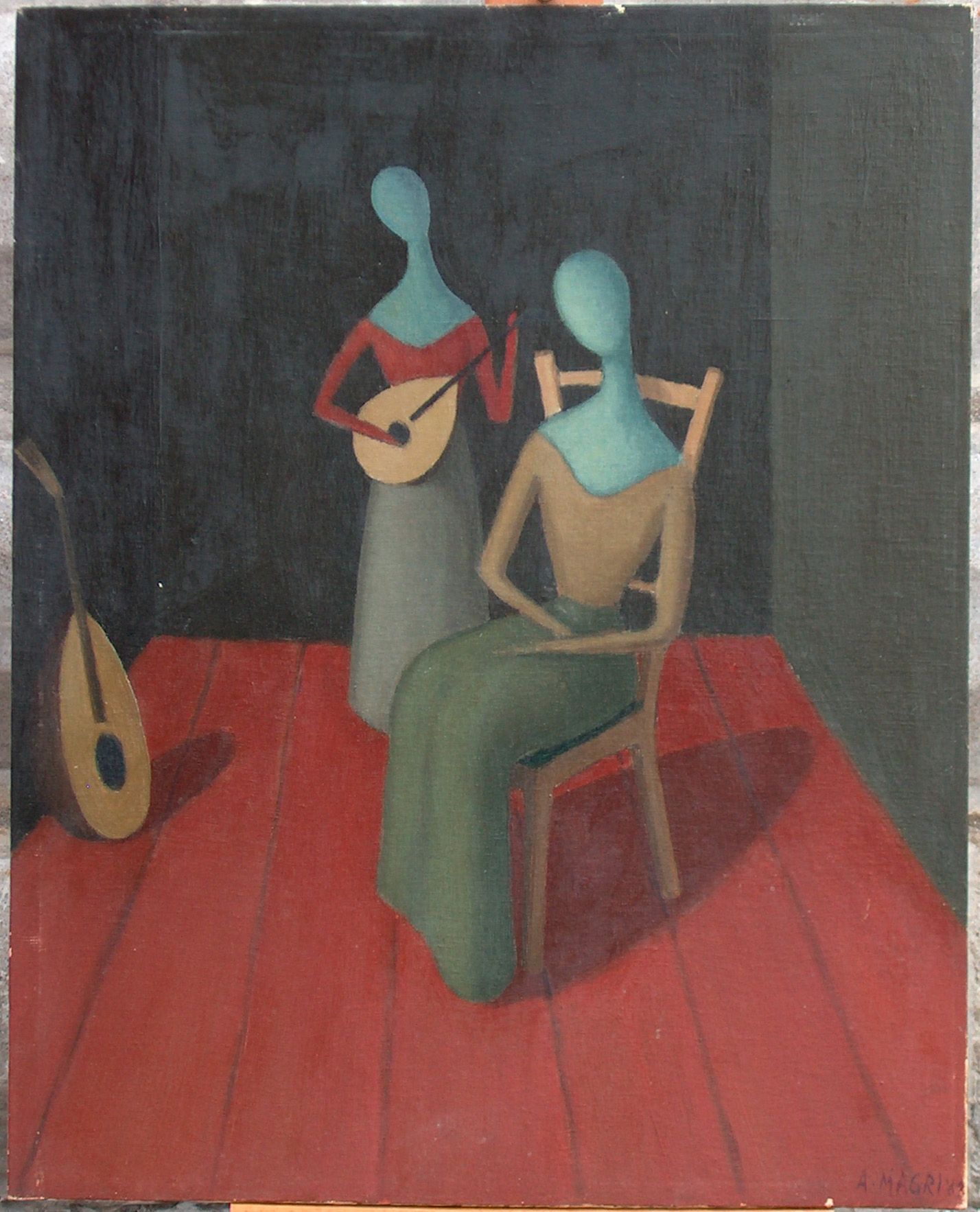
Musica Metafisica, olio su tela, 1962

Antenore Magri (Ferrara, 22 gennaio 1907 – Ferrara, 26 maggio 1978) è stato un pittore italiano.

## Biografia
Era figlio di Arturo, vetraio, e di Parisina, modista. Frequentò la scuola d'arte Dosso Dossi della natia Ferrara, sotto la guida di Angelo Longanesi-Cattani. Iniziò a collaborare col padre alla decorazione di numerose ville del nascente rione Giardino e poi studiò con la scuola per corrispondenza Radio Elettra divenendo disegnatore meccanico. 
Ma la sua passione era la pittura e continuò a dipingere nel tempo libero dal lavoro. Il 28 dicembre 1940 Marinetti inaugurò, nelle sale del castello Estense di Ferrara la IX Mostra di aeropitture di guerra del gruppo Savarè con opere di Corrado Forlin, Italo Fasullo, Angelo Caviglioni, Giovanni Koronpay, Leonida Zen e Baldo Morgana.
Corrado Forlin, ospite del poeta futurista Ugo Veronesi, conobbe in quella occasione Antenore Magri che divenne un componente del gruppo futurista Savarè. L’8 febbraio 1941 nella Sala mostre Mare Nostro a Milano si inaugurò, sempre alla presenza di Marinetti, la X mostra del Savarè, e a Caviglioni, Forlin, Fasullo e Zen si aggiunse Antenore Magri. 
Il 18/5/1941: Magri organizzò la saletta futurista alla Mostra gruppo rionale "Natalino Magnani " a Ferrara, in cui espose tre opere: "Simultaneità di una ricognizione", "In volo" e "Ricognizione ad alta quota". Nella stessa sala esponevano anche Magda e Giovanni Korompay, Gaetano Sgarbi e Giorgio Gandini. 
Partecipò alla  XXIII Biennale di Venezia nel 1942 nella sala futurista con il dipinto: "Gloria delle camicie nere".
La corrispondenza tra Magri e Forlin è conservata al MART di Rovereto e nell'archivio Marinetti, nella Yale University Library a Washington.
Nel 1944 la casa dei Magri subì un bombardamento aereo e la famiglia fu costretta a sfollare in un casolare vicino alla tenuta della Diamantina. Nei cupi inverni la pittura di Antenore Magri divenne più riflessiva e sul cammino dell'essenzialità del paesaggio e degli oggetti per cui diventerà famoso e riconoscibile. Ritornò ad esporre intorno al 1954, divenendo presto segretario della sezione ferrarese dell'USAIBA (Unione Sindacale Artisti Italiani Belle arti aderente alla U.I.L.). Le relazioni che intrecciò in seguito all'incarico lo porteranno ad esporre in tutta l'Italia.
Nel 1957 una mostra presso la galleria Santo Stefano a Venezia, dal 28 settembre al 13 ottobre, determinò la svolta della sua carriera, In quella occasione ebbe modo di conoscere Virgilio Guidi, Bruno Saetti, Carlo dalla Zorza e Neno Mori. 
Nel 1958 espose alla Galleria veronese San Luca con i colleghi ferraresi: Gianni Vallieri, Marcello Tassini, Carlo Crispini e Giovanna Baruffaldi.
Nel 1959 venne chiamato a far parte del Comitato per il "Gran premio Nazionale Venezia 1959" con Dasi, Franco Miele e Domenico Purificato, e fu invitato al premio isola d'Ischia. Inaugurò inoltre la prima di una lunga serie di mostre ad Auronzo di Cadore.
Nel 1961 espose a Parigi, con la presentazione di Orfeo Tamburi, a Milano presentato da Ernesto Treccani ed alla Galleria Delfino di Rovereto, gestita dai fratelli Gaifas con la presentazione di Virgilio Guidi. Nel 1963 la mostra a Viareggio nella "bottega del Vageri" di Krimer. Questi furono gli anni in cui la pittura di Magri divenne consapevole, matura e peculiare, decisamente i più considerati di tutta la sua produzione. Contemporaneamente approfittando dei suoi numerosi contatti nel mondo dell'arte divenne gallerista, e andò ad abitare in via Contrari a pochi passi dalla sua galleria la "Lo.Ma.". 
Fu più volte componente della giuria del premio "Città di Cavarzere" con Giovanni Barbisan e Virgilio Guidi. Le edizioni Ghelfi di Verona gli dedicarono il volume, curato da Paolo di Stefano, ricco di illustrazioni dei suoi dipinti e di una accurata bibliografia. 
Una delle ultime esposizioni a cui Magri partecipò fu "Padania Fantastica", nel 1977 a Bologna a palazzo d'Accursio. Morì a Ferrara nel 1978.
Nel 1997 l'amministrazione provinciale di Ferrara gli dedicò un catalogo ed una mostra itinerante al Castello Estense di Ferrara, al castello estense di Mesola, alla Rocca di Stellata ed a Palazzo Gulinelli a Portomaggiore.
Nel 2008 venne organizzata la retrospettiva di Cento (Ferrara) alla galleria d'arte moderna Aroldo Bonzagni: "Antenore Magri: futurista, metafisico e surrealista".
Grande appassionato di musica classica e operistica, amava dipingere strumenti musicali e musicisti.
Nel 2017 il Comune di Ferrara gli ha dedicato una via cittadina.